# More Hits from Tin Can Alley
| Recensione              | Giudizio |
| ----------------------- | -------- |
| AllMusic                |          |
| Piero Scaruffi          |          |
| Dizionario del Pop-Rock |          |
| 24.000 dischi           |          |

More Hits from Tin Can Alley è il quarto album di Eric Andersen, pubblicato dalla Vanguard Records nell'aprile del 1968 .

## Tracce

### LP
Lato A
Testi e musiche di Eric Andersen.
1. Tin Can Alley, Part 1 – 3:03
2. 16 Year Grudge – 4:18
3. Miss Lonely Are You Blue – 4:15
4. Mary Sunshine – 3:54
5. Honey – 2:53
6. Just a Little Something – 3:01

Lato B
Testi e musiche di Eric Andersen.
1. Rollin' Home (It's a Far Cry from Heaven and a Short Cry from Home) – 3:40
2. On the Edge of You – 3:44
3. Broken Hearted Mama – 3:02
4. Hello Sun – 2:06
5. A Woman Is a Prism (And Not Made Out of Stone) – 5:00
6. Tin Can Alley, Part 2 – 3:21

## Musicisti
- Eric Andersen – chitarra, voce
- Hugh McCraken - chitarra
- Bob Rafkin - chitarra
- Don Thomas - chitarra
- Al Cooper - chitarra
- Amos Garrett - chitarra (brani: "Tin Can Alley", "Honey", "16 Year Grudge", "Miss Lonely Are You Blue" e "A Woman Is a Prism")
- Debby Green - pianoforte (brani: "On the Edge of You", "16 Year Grudge" e "A Woman Is a Prism")
- Paul Harris - pianoforte
- Paul Griffin - pianoforte
- Bob Bushnell - basso
- Joe Mack - basso
- Steve Anander - basso
- Al Rogers - batteria, percussioni
- Herbie Lovelle - batteria, percussioni
- George Devons - batteria, percussioni
- Jack Jennings - batteria, percussioni
- Irving Spice - concert master (strumenti a corda e fiati)

Note aggiuntive
- Al Gorgoni – produttore e arrangiamenti (eccetto brani: "Broken Hearted Mama" e "Hello Sun")
- Trade Martin – produttore (brano: "Broken Hearted Mama")
- Bob Rafkin – produttore (brano: "Hello Sun") [6]